# The Gay Bride
The Gay Bride is een Amerikaanse filmkomedie uit 1934 onder regie van Jack Conway.

## Verhaal
De crimineel Shoots Magis is stapelgek op het revuemeisje Mary. Hij koopt een voorstelling op en maakt een ster van haar. Mary is in feite helemaal niet verliefd op Shoots, maar ze trouwt met hem in de hoop dat hij niet lang zal leven. Door haar huwelijk met Shoots raakt ze wel verstrikt in het criminele milieu.

## Rolverdeling
| Acteur         | Personage           |
| -------------- | ------------------- |
| Carole Lombard | Mary Magiz          |
| Chester Morris | Jimmie Burnham      |
| Zasu Pitts     | Mirabelle           |
| Leo Carrillo   | Mickey Mikapopoulis |
| Nat Pendleton  | Shoots Magiz        |
| Sam Hardy      | Daniel J. Dingle    |
| Walter Walker  | MacPherson          |